# Kröpelin
Kröpelin település Németországban, Mecklenburg-Elő-Pomeránia tartományban. Lakosainak száma 4816 fő (2023. december 31.).

## Városrészek
A 16  egykori községet hozzácsatoltak a városhoz:
|                                                                                |                                                            |                                                                                 |
| - Altenhagen - Boldenshagen - Brusow - Detershagen - Diedrichshagen - Einhusen | - Groß Siemen - Hanshagen - Horst - Hundehagen - Jennewitz | - Klein Nienhagen - Klein Siemen - Parchow Ausbau - Schmadebeck - Wichmannsdorf |

## Népesség
A település népességének változása:
| Lakosok száma | 4780 | 4784 | 4811 | 4829 | 4816 |
|               | 2017 | 2019 | 2021 | 2022 | 2023 |

## Galléira

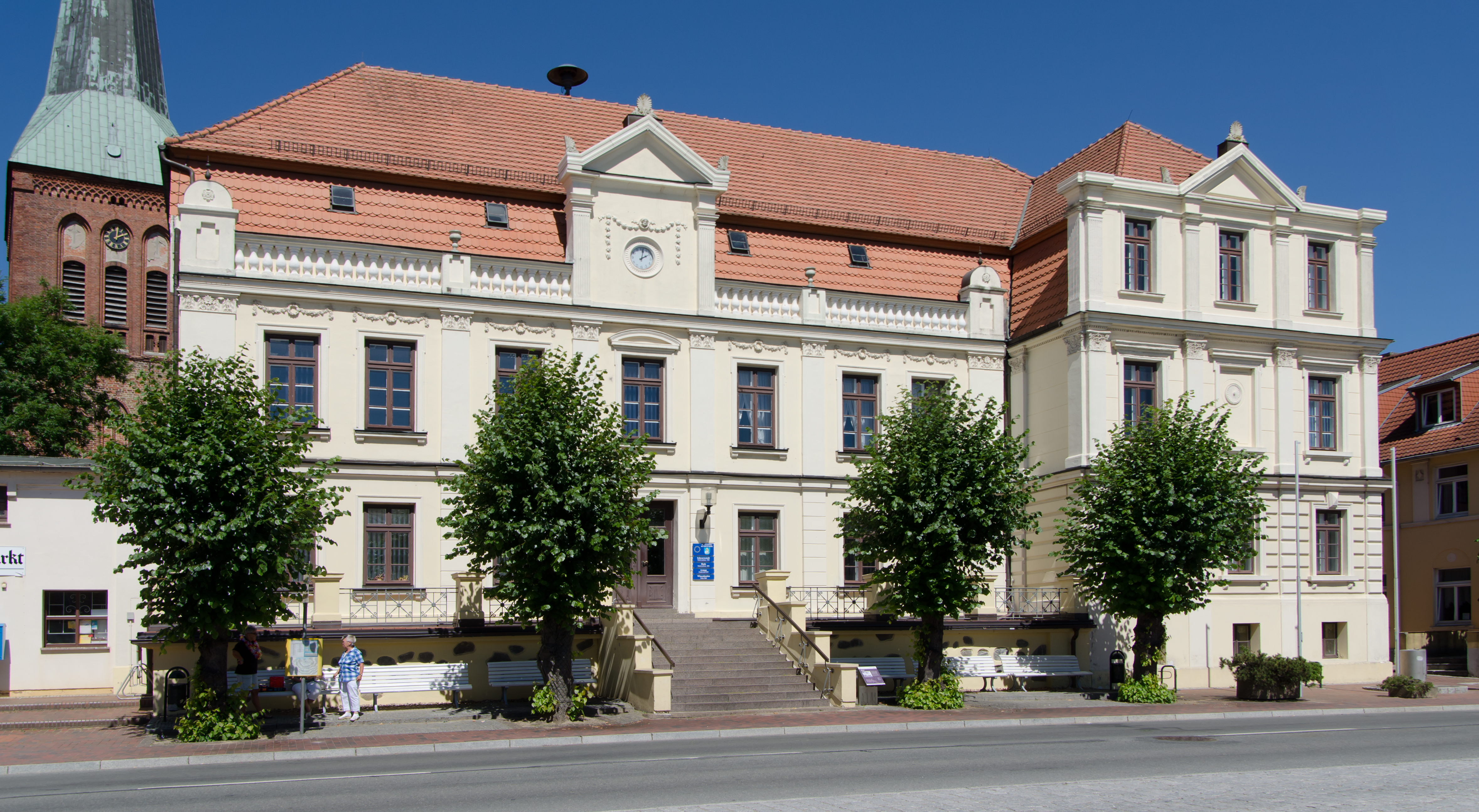
A tanácsház
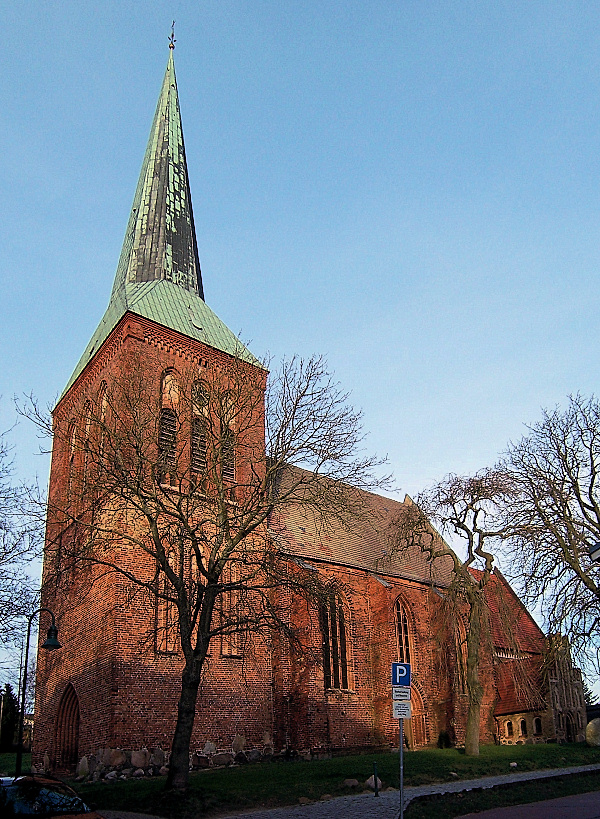
A templom
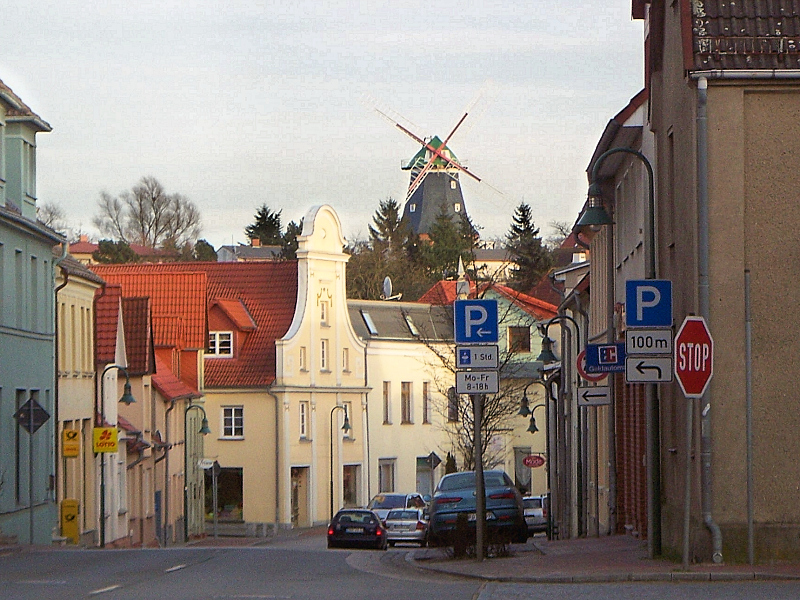
A malom
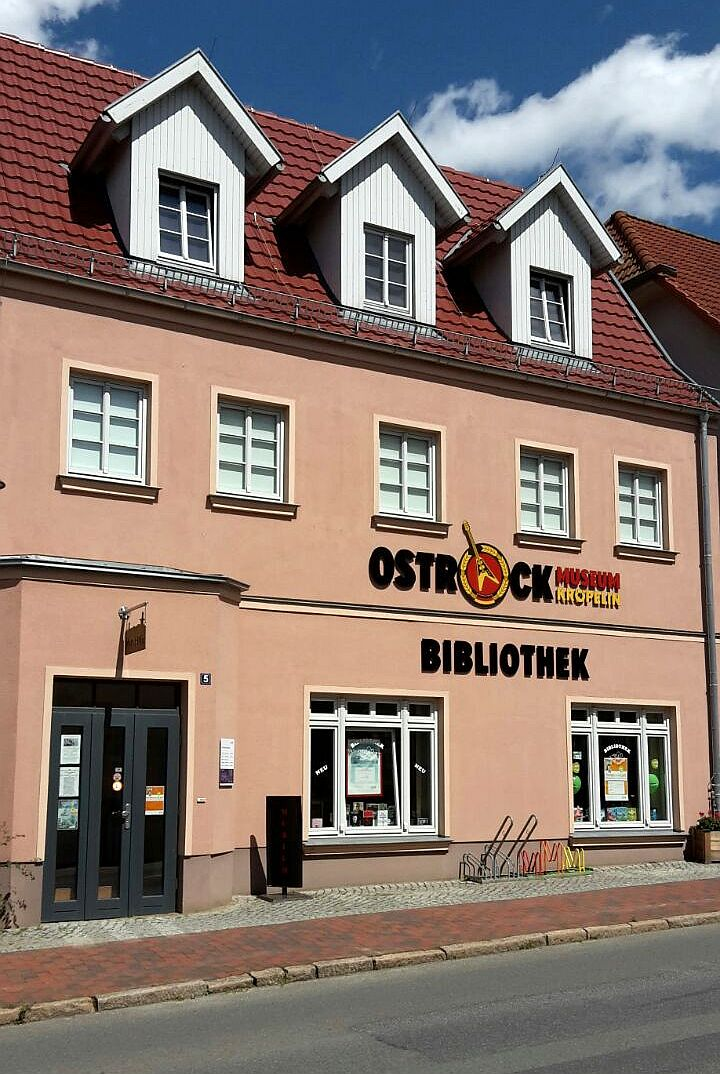
A múzeum és a könyvtár
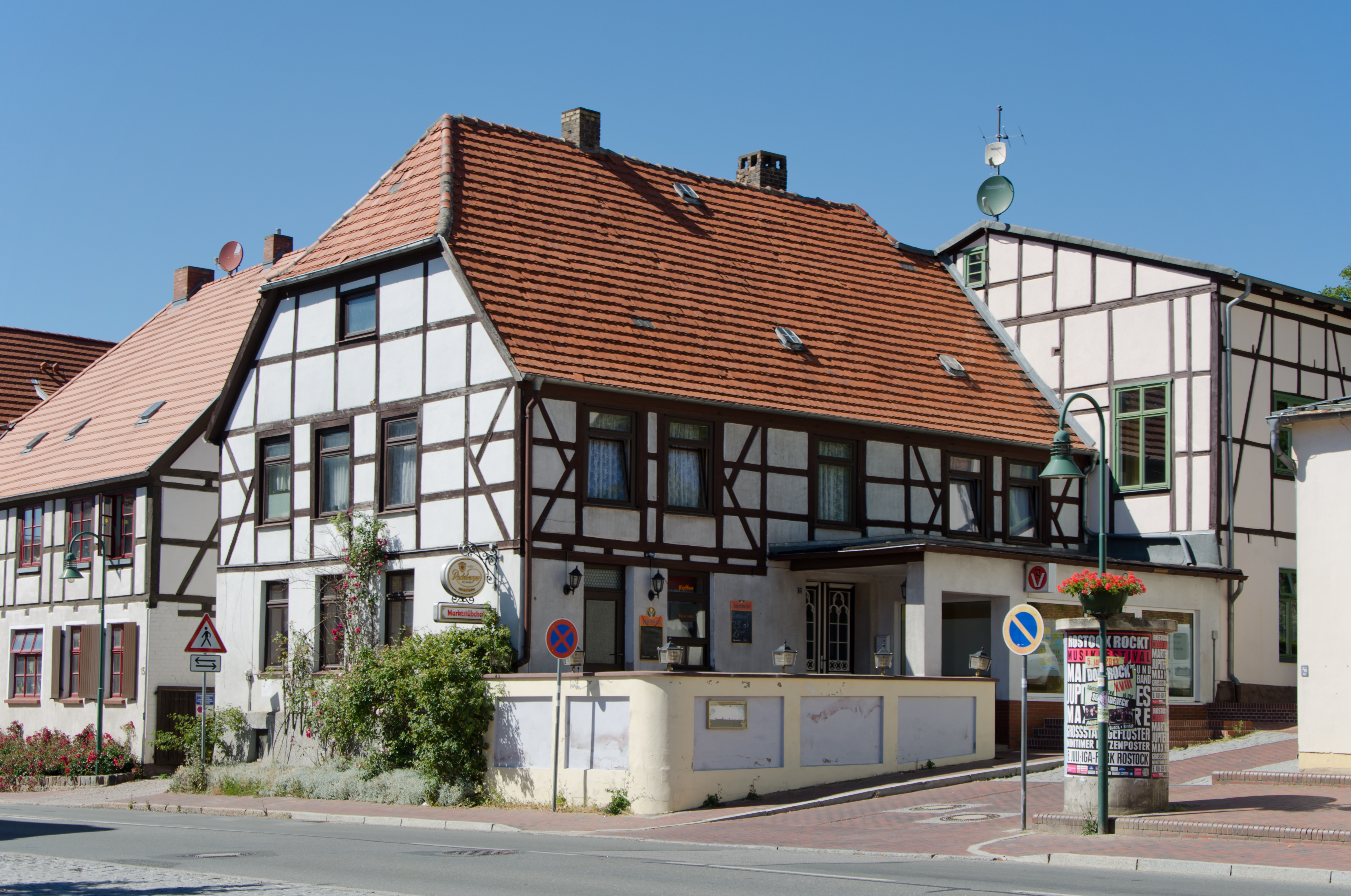